# パームデール
パームデール（英: Palmdale）は、アメリカ合衆国カリフォルニア州ロサンゼルス郡北中部の都市である。人口は16万9450人（2020年）。アンテロープ・バレーの中で最初の自治体であるこの町は1962年に市制を敷き、2009年の住民投票でチャーター都市となった。ロサンゼルス市とはサンガブリエル山脈で隔てられている。
2009年の大アンテロープ・バレー経済同盟の報告書に拠れば、パームデール・ランカスター都市圏の人口は483,998人となっている。

## 概要
パームデールは過去25年間、アメリカ合衆国で最も成長率の高い都市25傑の中に入っていた。現在ではカリフォルニア州内最大の「砂漠都市」になっている。市域は広く全米でも面積の大きな都市100傑に入っている。州間高速道路もアメリカ国道も通っていない都市としては国内最大級である。
パームデール市は高い生活水準の家族向け地域社会として知られている。パームデール地域医療センターと呼ばれる一流の医療施設があり、救急医療部、ヘリポート、診療棟、および高齢者用住宅が備えられる。地元や通勤用バスと列車を運行する新しい多様手段交通センターが2005年に開業した。住民が発案し承認した税金で、1万人収容のパームデール円形劇場、2つのプール、レクリエーション用建物、図書館支所およびドライタウン水上公園など主要公園やレクリエーション施設の拡張を手当てしている。中心街の再活性化としては、数百の新しい高齢者住宅、新しい高齢者センターおよび拡張されたオープンスペースがある。2006年に床面積で4,500 m²とロサンゼルス郡最大の保安官事務所がオープンした。市の東側と西側にそれぞれ消防署が新しく建設された。
パームデールは現在でもロサンゼルス郡の一部であるが、パームデールとロサンゼルス市の都心部は、幅60キロメートルのサンガブリエル山脈で隔てられている。この山脈はアンテロープ・バレーのモハーヴェ砂漠に入る部分の南端である。パームデールはアンテロープ・バレーでは最大かつ主要都市であり、モハーヴェ砂漠の中ではネバダ州のラスベガス、ヘンダーソン、ノースラスベガスに次いで人口第4位になっている。

## 歴史
パームデールの市域内に最初にできたヨーロッパ人の開拓地は「パルメンタル」と呼ばれ、西部に向かうルーテル教会員が1886年に村として設立した。彼等は中西部からの旅人であり、大半がドイツ人とスイス人の子孫だった。土地の伝承に拠れば、この旅人達がヤシの木を見たときに大洋に近付いてきたのが分かったと語っていたとのことである。かれらはそれまで実際のヤシの木を見たことがなく、この地に生えるジョシュアツリーをヤシだと見誤って、その開拓地にヤシの名前を付けた（パームデール（Palmdale）の"palm"はヤシの意、パルメンタル（Palmenthal）はドイツ語でヤシの渓谷）。デイビッド・L・ダーラムに拠れば、当時ジョシュアツリーはユッカ・パームと呼ばれることがあり、それがこの名付けの理由だった。この村は1888年6月17日に郵便局ができたときに公式に設立された。
1890年代までにアンテロープ・バレーの名前に元になった野生のアンテロープが死に絶えてから間もなく、パームデールや近くのハロルドに農家が次々に移民してくるようになり、穀物や果物を栽培した。しかし、これらの開拓者の大半が砂漠気候での農業に不慣れだったので、干魃の年が続いたときに、その大半が開拓地を棄てた。1899年では、一家族のみが当初の村に残っていた。開拓者の残りは郵便局も含めて、サザン・パシフィック鉄道の線路近くに移転した。この新しい社会はパームデールと改名され、現在の市民センターがある所にあった。その線路近くに鉄道駅が建設された。この鉄道はサザン・パシフィック社によって運営され、ロサンゼルスとサンフランシスコを結んでいた。サンフランシスコとニューオーリンズの間には「ウェルズ・ファーゴ」社の駅馬車線もあり、同じ場所で停まった。パルメンタルとハロルドの開拓地があったという唯一の手掛かりは、現在のSアベニューと東20番通りの北東角にあるパームデール・パイオニア墓地である。ここは今後の歴史公園にする土地の一部としてパームデール市が最近取得し改修した。また現在は「マカダム公園」に移転した古い校舎があった。
この移転後、パームデールの人口が増え始めたが、水は貴重だった。1913年11月5日、カリフォルニア・ロサンゼルス水道がウィリアム・マルホランドによって完成されオーウェンズ・バレーからロサンゼルス郡に水がもたらされた。この時期、リンゴ、ナシおよびアルファルファが多量に収穫された。
1915年、パームデールでは最初の新聞である「パームデール・ポスト」が発刊された。現在はアンテロープ・バレー・プレス」という名前になっている。
1921年、パームデールとロサンゼルスを結ぶ最初の道路が完成した。この道はミントキャニオン/ランカスター道路と呼ばれ、後にアメリカ国道6号線に指定された。この道ができたことで、土地の農業が繁栄し、今日ある都市圏を構成する最初の一歩が踏み出されat。現在この道路はシエラ/ハイウェイと呼ばれている。
1924年、リトルロックダムとハロルド貯水池（今日のパームデール湖）が建設されて農業を支えるようになり、成長する社会に十分な水を供給するようになった。

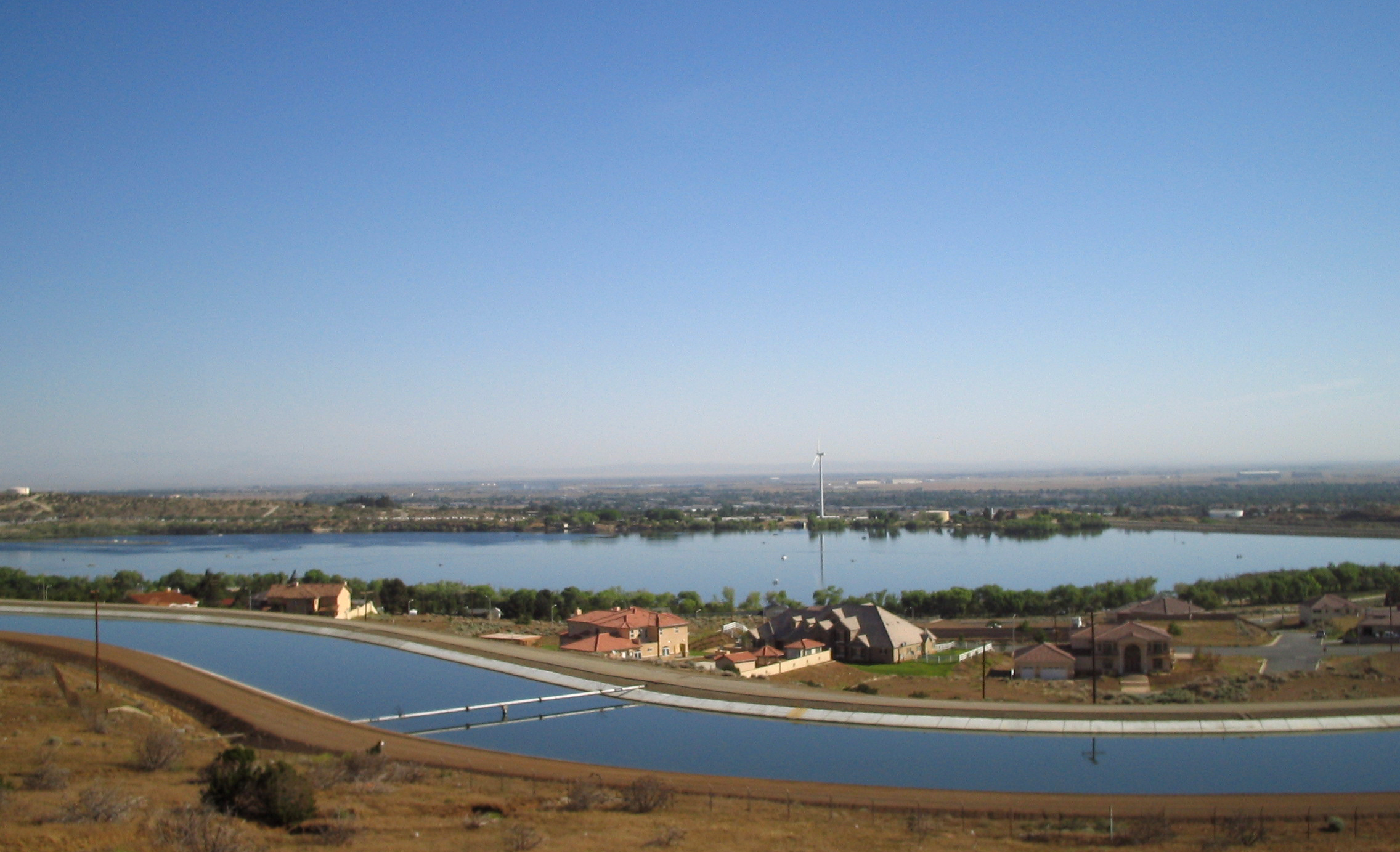
パームデール湖、前景はカリフォルニア水道

パームデールと北隣のランカスターにとって第二次世界大戦が勃発するまでは、農業が支配的な産業であり続けた。1933年、アメリカ合衆国政府がカーン郡ランカスターの北10キロメートルの地にマロック航空基地（当所の設立者の名前"Effie Corum"のファミリーネームを後から綴って"Muroc"とした）を建設した。この基地が現在のエドワーズ空軍基地になった。政府は1952年にパームデール空港を買収し、航空宇宙分野の開発と試験を行う施設、アメリカ空軍プラント42を建設した。その1年後の1953年、ロッキード社がこの空港に施設を建設した。この時以降、航空宇宙産業が地域の主要な雇用主の座につき、それが現在に至っている。今日、アメリカの軍事関係で使われた多くの航空機を生み出してきたという豊富な伝統があるために、パームデール市は「アメリカの航空宇宙首都」と呼ばれてさえいる。
1957年、パームデールで最初の高校であるパームデール高校が開校し、高校生が隣接するランカスターにあるアンテロープ・バレー高校まで行かなくてもよいようになった。
1962年8月、パームデールのタウンシップは現在の市民センター周辺の土地2平方マイル (5.2 km²) を編入することで公式にパームデール市になった。
1964年、パームデールとロサンゼルス市を結ぶ道路としてアンテロープ・バレー・フリーウェイすなわち州道14号線が完成した。当時のこのフリーウェイは、今日のテクノロジ・ドライブまで全線通じている。将来の「パームデール大陸間空港」が将来構想として浮かび上がったのがこの時期だった。1965年までにさらに20平方マイル (52 km²) を併合し、工業が栄えた。将来の商業空港の構想話で、多くの投資家が大量の土地を買い漁った。
1970年、ロサンゼルス市が提案される大陸間商業空港のために市の東の土地 17,750 エーカー (71 km²) 購入に動いた。しかし、アメリカ合衆国空軍は現存する空港がその商業用途能力一杯に達するまで、新しい施設の建設を保留することを望んだ。軍とロサンゼルス市航空局の共同利用合意により、現在はロサンゼルス・ワールド空港と呼ばれる会社が賃貸の土地に床面積800m²のターミナルを建設し、1971年にオープンした。これが現在のロサンゼルス・パームデール地域空港であり、パームデール市は地域の信頼できる航空運行を確立するためにその管理を行っている。
1974年までにアンテロープ・バレー・フリーウェイの建設はカーン郡モハーヴェの南境で止まっていた。パームデールは最初の市民の建物であるパームデール市立図書館を建設した。北隣のランカスターが市制を布いたのもこの年だった。1920年代以降、ランカスターはアンテロープ・バレーやモハーヴェ砂漠の地域では大きく主要な地域社会であり続けていた。
1980年代と1990年代はアンテロープ・バレーの2つの都市を真に定義づける20年間になった。この地域で手頃価格の家屋が得られることで人口増に拍車をかけた。パームデールはロサンゼルス市で職を持つ者のベッドタウンになった。パームデールの人口はランカスターのそれに近付いていった。この時代、パームデールはカリフォルニア州で最も成長率の高い都市であり、国内でも2番目だった。1980年時点でパームデール市の人口は12,227人に過ぎなかった。
これが1990年には68,842人になった。この都市にアンテロープ・バレー・モールがPアベニュー（現在のランチョビスタ・ブールバード）と西10番通りにオープンし、モハーヴェ砂漠全体では最も繁華な交差点になった。1991年、パームデール自動車センター複合ビルがオープンした。1990年代と2000年代初期を通じて、パームデール中心部はカリフォルニア・ハイ砂漠の小売りと商業の中心になった。2000年、市の人口は116,670人になった。2002年、パームデールの人口が遂に北隣のランカスター市を追い抜いた。現在15万人の人口を抱え、市の計画委員会は21世紀の初期に管理された成長形態に進もうとしている。最近のサブプライム住宅ローン危機により、カリフォルニア州の他の都市と同様、パームデールでも夥しい数の抵当権執行が行われた。しかし、抵当権執行の数が多いとしても、パームデール市は成長を続けている。

## 教育

### 初等中等教育
パームデール市には3つの小学校教育学区と1つの高校教育学区がある。
- パームデール教育学区は国内でも最大級の小学校教育学区であり、29の学校があり、児童数は28,000人である。この学区は市内大半の幼稚園生から8年生までを管轄している、この学区の特徴は砂漠の植物や動物に因んで学校の名前を付ける習慣があることである。例えば、タンブルウィード（回転草）、ジュニパー（セイヨウネズ）、セージ（サルビア）などである。
- ウェストサイド統合教育学区はパームデールの最西部と西側郊外の学校を管轄している。この地区には8,250人の児童と11の学校がある。
- ケッペル統合教育学区はパームデールの最東部と東側郊外の学校を管轄している。この地区には3,000人近い児童と6の学校がある。
- アンテロープ・バレー統合高校学区は都市圏全体の9年生から12年生を教える学校のほとんど全てを管轄している。ただし、私立学校は含まれていない。生徒数25,000人、高校数は12である。

### カレッジと大学
- アンテロープ・バレー・コミュニティカレッジ地区は現在、パームデールに衛星キャンパスを1つ持ち、約470人の学生がいる。このキャンパスは、市の南部、東25番通り沿いでSアベニューの南に計画されている恒久的なキャンパスが市内に設立されるまでの暫定的なものである[13]。この地区は近くのランカスターにフルサービスのキャンパスがあり、学生数は14,000人である。
- カリフォルニア州立大学システムも、ランカスターのアンテロープ・バレー・カレッジ主キャンパスにベイカーズフィールド校の衛星キャンパスを持っている。
- デブリー大学がパームデールにキャンパスを持っており、そこにはケラー経営大学院もある。
- チャップマン大学はパームデールに衛星キャンパスを持っている。
- ラヴェルヌ大学はパームデールに衛星キャンパスを持っている。
- フェニックス大学は近くのランカスターに衛星キャンパスを持っている。
- パームデール工科大学のAERO研究所はパームデールの市民センターに入っている。アメリカ航空宇宙局(NASA)とパームデール市が運営しており、パデュー大学、南カリフォルニア大学、サンディエゴ大学、ペパーダイン大学、エンブリー・リドル航空大学、カリフォルニア工科大学およびカリフォルニア州立ポリテクニック大学ポモナ校など多くの大学から遠隔教育を受けることができる。この大学は航空宇宙科学、工学および技術において学部と大学院の教育を行っている。

## 政治

### 市政府
パームデールは市政委員会・シティマネジャー方式を採用するチャーター市である。市長は2年ごとに選出される。また2年毎に市政委員4人のうちの2人が選出され、4年間の任期を務める。委員と市長に多選の制限は無い。現在の市長はジェイムズ・C・レッドフォードであり7期目である。市政委員会がシティマネジャーと市検察官を指名する。
指名による計画委員会があり、4つの地区に分けられている。この委員会は市内の異なる地区での計画、区分けおよび開発を支援するようになっており、特定地区の住人には土地の使い方の判断で発言力を与えるようにしている。その他図書館信託理事会や青年委員会の委員が指名される。
2009年11月3日、住民投票により、パームデール市の一般法市という状態をチャーター市に変える手段を承認した。このことで市憲章と憲法を起草することが可能になり、州政府からの干渉や規制無しに地元で決断を下すことが可能になった。

### 市民サービス
市は計画部、計画開発部、再開発局、建設安全部、公共事業部、公園・レクリエーション部、図書館部など多くの市民サービスを行う部署がある。またパームデール交通センターを運営しており、メトロリンクの列車、アンテロープ・バレー交通局、アムトラック・カリフォルニアのスルーウェイ・メトロコーチおよびグレイハウンドなど公共輸送サービスの中心として機能している。パームデールはカリフォルニア高速鉄道の停車駅に選ばれ、現在環境影響評価が行われている。これが完成すると南北のカリフォルニアが結ばれることになる。市当局はアメリカ空軍プラント42の共同利用施設での地域航空サービスを追求するためにパームデール空港局を組織化してきた。
レクリエーションと文化の面では、パームデール市立図書館、高齢者市民センター、ラリー・キンボール文化センター、パームデール・プレイハウスと画廊、ドライタウン水上公園、パームデール円形劇場、ベスト・オブ・ザ・ウェスト・ソフトボール場、ハマック活動センター、パームデール・オアシス公園レクリエーションセンター、マリー・カー公園レクリエーションセンター、プラント42にあるジョー・デイビス継承航空公園、および4つの水泳プールなどがある。

### 公衆安全
市内はロサンゼルス郡との契約でロサンゼルス郡保安部が警察業務を行っており、ロサンゼルス郡最高裁判所と連携して市民司法システムを運営している。
ロサンゼルス郡保安部は郡内最大のパームデール保安官事務所を運営している。パームデールの法執行担当部門、地主および地域社会構成員が協同して行う革新的な犯罪撲滅協同プログラムは生活の質や犯罪撲滅に焦点を当てて成功しており、年年犯罪率を減らしてきた。最近より良いパームデール協同プログラムが市政委員会によって始められ、住民、学校、地域団体および法執行担当部門が関与して地域社会の生活の質向上を進めている。市は市の地域社会サービス担当官を使って低レベルの事件を処理させ、法執行官が高い優先順位の事項を処理する時間を創り出している。これにはパトカーに積まれた自動ライセンスプレート認識装置などハイテク機器が用いられて効率を上げている。。
消防と救急については、統合消防地区を通じてロサンゼルス郡消防部が担当している。パームデール中心街の第37消防署はアメリカ合衆国の中でも最大級に繁忙な署である。2008年後半に市内の東部と西部でそれぞれ新しい消防署が開設された。

### 公共事業
市内の公共事業は幾つかの公的および民間機関が運営している。水道は主にパーマデール水道地区（市とは別の公的機関）とロサンゼルス郡水道部（郡の公共事業の一部）が供給している。下水はロサンゼルス郡衛生地区が運営している（郡とは別の公的機関）。電力は南カリフォルニア・エディソン、天然ガスは南カリフォルニア・ガス、ケーブルテレビはタイムワーナー・ケーブル、電話はAT&Tとヴェライゾン、ゴミ収集はアンテロープ・バレーのウェイスト・マネジメント社が市とのフランチャイズ契約で行っている。市は独自の天然ガスと太陽熱蒸気タービンのハイブリッドシステム建設に向けて州からの免許を積極的に得ようとしている。

### 郡の機関
ロサンゼルス郡健康サービス部がランカスターにあるアンテロープ・バレー健康センターを運営しており、パームデール市でも利用できる。

### 州議会と連邦議会
カリフォルニア州議会では、上院の第17および下院の第36選挙区に属している。連邦議会下院ではカリフォルニア州第25選挙区に属し、クック投票動向指数では共和党+6となっている。2010年時点ですべて共和党議員が務めている。

## 交通
2009年に発行されたアメリカ合衆国国勢調査局報告書に拠れば、パームデール市民は通勤時間の平均が41.5分とアメリカ合衆国の中でも最長である。この数字はニューヨーク市のそれをも超えている。

### 地域の高規格道路
アンテロープ・バレー・フリーウェイ（州道14号線）がパームデールとロサンゼルスおよびモハーヴェ砂漠を繋ぐ南北方向の基幹道路である。
州道138号線はパームデールとインランド・エンパイアおよびフレーザーパークとを繋ぐ東西方向の基幹道路である。
州道18号線はアンテロープ・バレーから東に向かってビクタービルに至り、州間高速道路15号線を経由してバーストウに続いている。この道路は通常ネバダ州ラスベガスに至る経路として使われている。
計画中の高規格道路
カリフォルニア州交通局は資金不足に陥っており、最近州道138号線（通称ブラッド・アレー）の改良に乗り出したばかりである。ここ数年、州道138号線と同18号線を改良してパームデールと州間高速道路15号線を繋ぐ東西方向の高速道路を作る計画を作ってきた。計画から設計、建設には10年ないし15年は要すると考えられ、緊縮財政のおりからこの高速道路の完成は2020年近くまでは難しいと考えられる。その代わりにハイ砂漠回廊有料道路を建設する議論がある。またパームデールからアンテロープ・バレーの南側丘陵の麓を抜けてゴーマンで州間高速道路5号線に繋ぐ案もあるが棚上げにされている。
州道48号線は、現在は州道138号線の西側部分がアンテロープ・バレー・フリーウェイとDアベニューのインターチェンジで止まっているものを、ゴーマンで州間高速道路5号線に繋ぐ東西方向の高速道路とする計画がある。この道路はパームデール市内を通る州道138号線の南側部分の再配置が完成してからの計画であり、現存する州道138号線の経路を使うことになる。
州道122号線はパームデール東部からエドワーズ空軍基地の東を抜け、カリフォルニアシティ近くで州道58号線に接続する南北方向の高速道路とする計画である。
州道249号線はパームデール南部からパサデナに近いラ・カナダ・フリントリッジで州間高速道路210号線と接続する南北方向の高速道路とする計画である。

### 公共交通

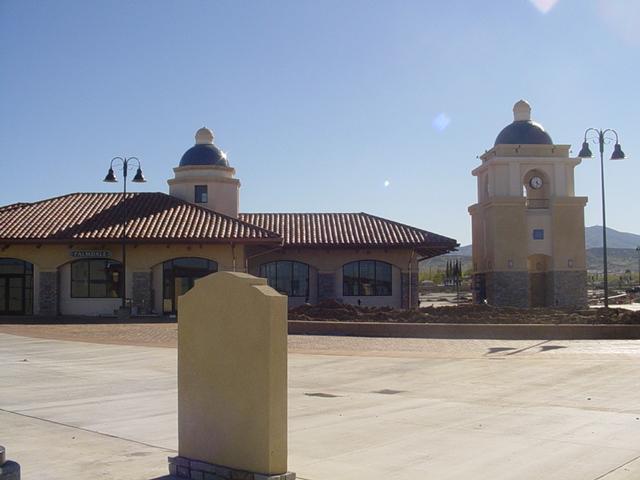
パームデール交通センター、アンテロープ・バレーの地域交通中心として機能している

2005年3月に完成したパームデール交通センターはアンテロープ・バレーの地域交通中心である。アンテロープ・バレー交通局、パームデール市のバス体系、さらにはアムトラック、グレイハウンドバスおよびメトロリンク通勤列車の中継点として機能している。この駅は計画中のカリフォルニア高速鉄道の停車駅に、またアーバインからのオレンジライン・リニアモーターカー線でも停車駅に指定されている。

### 空港
ロサンゼルス・パームデール地域空港すなわち空軍プラント42は、長さ3500メートルの滑走路が2本有るが、現在は商業便を運行していない。この空港のターミナルビルはロサンゼルス市の部局であるロサンゼルス・ワールド空港が所有・運営しており、その土地はアメリカ空軍から賃貸している。1971年に商業便が初めて提案されて以降、何度もその開始が提案されてきた。極最近では2007年6月7日から2008年12月6日までユナイテッド・エキスプレスがこの空港からサンフランシスコ国際空港まで定期便を飛ばした。パームデール市はパームデール空港局を組織化してハイ砂漠における地域航空運行を発展させるために施設を管理しアメリカ空軍からの賃貸を進めようとしている。
ロサンゼルス・ワールド空港は現存空港に隣接する17,500エーカー (70 km²) の土地も所有している。この土地は1970年から1983年の間に「パームデール国際空港」として開発し、ロサンゼルス国際空港の発着回数を上回らせる意図で買収された。この土地は未開発のままである。ロサンゼルス・ワールド空港は現在、空港用地を使い2030年までに決着がつくようパームデールのためのマスタープランを作成している。
アメリカ連邦航空局のロサンゼルス航空管制センターがこの空港に隣接してある。
アメリカ航空宇宙局（NASA）はパームデールにあるドライデン航空運用施設でその研究、環境と訓練用航空機、支援サービスおよび施設を統合してきた。空軍プラント42のサイト9にある過剰に大きい滑走路や大型の格納庫から、NASAはそのER-1（U-2の改良機）で世界的な環境研究や、成層圏赤外線天文台で大気圏外宇宙の先端的映像化研究などを進めている。

### サイクリング
パームデール市は市域内全てに自転車専用レーンや専用道のネットワークを開発している。この仕組みの骨幹は東5番通りと東25番通りの間のSアベニューに設けた新しくグレードで分けられたA級の自転車道である。この計画は2,000万ドルの高速道路改良プログラムの一部であり、テクノロジー・ドライブ（アベニューP-8)から北にランカスター市内のJアベニューに出逢う所までのシエラ・ハイウェイに付けられた自転車道と同様である。幾つかの地方道には自転車専用レーンがあり、これが公園や学校まで通じている。
パームデールの特定地域における自転車は、自動車の高い制限速度や大型自動車の存在で危険性が増している。

## 見どころ
- アンテロープ・バレー・モール、床面積100万平方フィート (93,000 m²) 以上のショッピングセンター
- ベスト・オブ・ザ・ウェスト・ソフトボール場[20]
- ビッグロック・クリーク・キャンプ[21]
- デビルズ・パンチボウル、ビッグロック・クリーク沿いの郡が保護する自然ハイキング保護区、グランド・キャニオンの小さなもの
- ドライタウン・水上公園、Sアベニュー沿い、毎年5月から9月までオープン
- ハマック行動センターとローラーホッケー・リンク
- ジョシュア・ランチ・トレイル[22]、自然保護区、建設中の住宅開発のために一時的に閉鎖された
- リトルロック・ダムとレクリエーション地域[23]
- ハイ山スキー・リゾート、ライトウッド近く
- パームデール円形劇場[24]、10,000席の屋外円形劇場、夏の夜に有名な芸能人を招いてスターライト・コンサート・シリーズを開催している
- パームデール・オアシス公園レクリエーションセンター
- パームデール高齢者センター
- パームデール市民センター –（ポンシトラン広場とラリー・キンボール文化センター）
- パームデール・プラント42のジョー・デイビス継承航空公園、および隣接する空軍飛行試験センター博物館のブラックバード付設航空公園、プラント42で製作あるいは試験された様々な航空機を展示
- パームデール演劇場と画廊
- パームデール校舎、マッカダム公園、1800年代後半に建設されたパルメンタル村の唯一残っている建物
- ランチョビスタ・ゴルフコース、パームデール唯一のPGAゴルフコース
- サーズデイ・ナイト・オン・ザ・スクエア、夏の木曜の夜に、屋外マーケット、ライブのエンタテインメント、様々な芸術と工芸品、飲食物、および子供向け活動がある
- ティッピ・ヘドレンのシャンバラ保護区

### 地区と地域
パームデール周辺の地域は非公式に11の「地域」に分けられている。すなわち、中心街またはオールドタウン・パームデール（市民センター）、貿易商業センター（アンテロープ・バレー・モール近くの中心ショッピング地区）、デザートビュー・ハイランズ（古い郡部）、アナバード（元シティランチの西端）、ランチョビスタ（古いボルズ・ランチ）、リッター・ランチ（最西部）、サンビレッジ（東端、郡内）、ハロルド（パームデール湖に近い古い開拓地、郡内）、クォーツヒル（北西端、郡内）、ロサンゼルス湖（最東端、郡内）およびレオナ・バレー（最西端、郡内）である。
近隣のサンタクラリタやロサンゼルス市とは異なり、パームデール住人はその郵便用住所に特定地域の名前を使ってはいない。これは通りの番号体系がアルファベットと数字を使ってほとんど完全に体系付けされているために容易に行く先にたどり着けるからである。

### 通りの体系
アンテロープ・バレーの通りは格子状に体系付けされている。特別の名前が付けられたり、地形のために曲がりくねっていたりしない限り、東西方向の道路はアベニューであり、南北方向の道路は通り（ストリート）である。基本的に完全な格子状であり、交通信号は市民センターの中央制御施設によって管理されている。
東西方向のアベニューは、北から南に1マイル毎に文字が付けられ、ロサンゼルス郡とカーン郡の郡境にあるAアベニューが始まりである。Aアベニューの1マイル南がBアベニューとなっている。主要アベニューの間の小さな道路は1番から15番までの追い番がアルファベットの後に付される。RアベニューとSアベニューの昼間にあるR-8アベニューのように追い番8のアベニューは主要大通りであることがある。
南北方向の通りはディビジョン通りを中心に「東」または「西」が付けられ、数字で名前が付けられている。数字は1マイルごとに10増加するのでディビジョン通りから1マイル東の通りは「東100番通り」となる。5番あるいは15番のような下1桁が5の通りは主要大通りであることがある。
東西方向のアベニューにある住居表示は通りの番号によっている。例えば、「東パームデール・ブールバード2001」は東20番通りの直ぐ東であり、「西M-2アベニュー6066」はM-2アベニューの60番通りの直ぐ西でMアベニューからは1マイルの2/16だけ南にある。
南北方向の通りはロサンゼルス市の中心街から南から北に番地付けされており、アンテロープ・バレーではその差分が1マイルにつき800となる。例えば、パームデール・ブールバードすなわちQ-8アベニューは38400であり、Qアベニューは38800、Pアベニューは39600となる。「東25番通り37200」はSアベニュー角ということになる。
ロサンゼルス郡の標準に拠れば、奇数番地は道路と西と北側にあり、偶数番地は道路の東と南側にある。
Mアベニューはパームデールとランカスターの人口を併せたときの一般境界になっている。Lアベニューは現実に2つの市の長い境界であり、チャレンジャー・ウエィより東は人口が多くない。Mアベニューは2003年に大気圏突入時に分解したスペースシャトル・コロンビアに搭乗した宇宙飛行士の栄誉を称えコロンビア・ウェイと名付けられた。コロンビア・ウェイの北にある東10番通りが1987年にチャレンジャー・ウェイと改名された。これはチャレンジャー号爆発事故で失われた者達を称えるものである。これらシャトルは全てパームデールで製造された。

## 気候
パームデールはハイ砂漠に位置し、夏は大変暑く乾燥し、冬は寒く風が強い。一年間に300日以上の日照がある。ロサンゼルス盆地に海洋性層雲と午後の海風をもたらすのと同じ気象パターンが、パームデールの特に南側丘陵麓近くに強い風を運んでくる。通常秋と冬の北東から吹くサンタアナ重力風の時を除き、ほぼ一年間を通じて午後と夜に南西からの強い風が吹く。この風は安定して吹くので、風力原動機が発電に使われている。
冬は比較的冷涼で、雨が降り、風が強い。気温は時として−12 ℃まで下がることがある。体感温度は −18 ℃以下に感じられる。雨の多い季節であり洪水になることもある。時には降雪もある。日中の平均最高気温は10 ℃ から16 ℃であり、夜間の最低気温は−1 ℃である。
春は温暖である。時として雨が降る。風は強い。冬から夏の気温に移る期間は大変短い。日中の平均最高気温は21 ℃から27 ℃であり、夜間の最低気温は4 ℃から10 ℃である。
夏は大変暑く、ほとんど雨が降らないので乾燥した暑さとなる。気温は38 ℃に上ることが多い。しかし、パームデールが位置するハイ砂漠は、パームスプリングスやブライスが位置するロー砂漠とは異なり、夜間に幾らか気温が下がる。日中の平均最高気温は32 ℃であり、夜間の最低気温は21 ℃である。この期間から10月初旬まで、昼夜運転される空調機器のために電気代が跳ね上がる。この高温にも拘らず、気温は一定だが大雨と雷を伴う「夏の嵐」が頻繁に起こる。
秋は温暖でほとんど雨は降らない。夏から冬の気温に移る期間は大変短い。その結果、落葉樹は急速に葉を落とす。紅葉の期間短く、一夜の間に落葉するようにも見える。日中の平均最高気温は21 ℃から27 ℃であり、夜間の最低気温は4 ℃から10 ℃である。
| パームデールの気候            | パームデールの気候 | パームデールの気候 | パームデールの気候 | パームデールの気候 | パームデールの気候 | パームデールの気候 | パームデールの気候 | パームデールの気候 | パームデールの気候 | パームデールの気候 | パームデールの気候 | パームデールの気候 | パームデールの気候 |
| 月                            | 1月                | 2月                | 3月                | 4月                | 5月                | 6月                | 7月                | 8月                | 9月                | 10月               | 11月               | 12月               | 年                 |
| ----------------------------- | ------------------ | ------------------ | ------------------ | ------------------ | ------------------ | ------------------ | ------------------ | ------------------ | ------------------ | ------------------ | ------------------ | ------------------ | ------------------ |
| 最高気温記録 °C （°F）        | 27 (81)            | 29 (84)            | 33 (91)            | 37 (98)            | 42 (107)           | 44 (112)           | 45 (113)           | 44 (112)           | 44 (111)           | 41 (105)           | 34 (93)            | 29 (84)            | 45 (113)           |
| 平均最高気温 °C （°F）        | 15 (59)            | 17 (63)            | 20 (68)            | 24 (75)            | 28 (83)            | 33 (91)            | 36 (97)            | 36 (97)            | 33 (91)            | 27 (80)            | 19 (67)            | 15 (59)            | 27 (81)            |
| 平均最低気温 °C （°F）        | 1 (34)             | 3 (37)             | 4 (40)             | 7 (45)             | 12 (53)            | 16 (60)            | 19 (66)            | 18 (65)            | 15 (59)            | 10 (50)            | 4 (39)             | 1 (33)             | 9 (48)             |
| 最低気温記録 °C （°F）        | −16 (4)            | −9 (15)            | −10 (14)           | −7 (20)            | −2 (28)            | 2 (35)             | 6 (43)             | 3 (38)             | 1 (34)             | −5 (23)            | −10 (14)           | −13 (9)            | −16 (4)            |
| 降水量 mm （inch）            | 41 (1.6)           | 43 (1.7)           | 36 (1.4)           | 8 (.3)             | 5 (.2)             | 3 (.1)             | 3 (.1)             | 3 (.1)             | 5 (.2)             | 8 (.3)             | 10 (.4)            | 28 (1.1)           | 188 (7.4)          |
| 出典：weather.com August 2010 |                    |                    |                    |                    |                    |                    |                    |                    |                    |                    |                    |                    |                    |

- 平均最高気温: 夏は36 ℃、冬は15 ℃
- 平均最低気温: 夏は19 ℃　冬は1 ℃
- 過去最高気温: 45 ℃、1972年と2007年
- 過去最低気温: −14 度、1963年
- 最も暑い月: 7月
- 最も寒い月: 12月
- 最も降水量の多い月: 2月
- 年間降水量: 188 mm

## 人口動態
以下は2008年の人口推計データである。
| 基礎データ - 人口: 116,670人 - 世帯数: 34,285世帯 - 家族数: 28,113家族 - 人口密度: 429.2人/km2（1,111.6人/mi2） - 住居数: 37,096軒 - 住居密度: 136.5軒/km2（353.4軒/mi2） 人種別人口構成 - 白人: 54.77% - アフリカン・アメリカン: 14.50% - ネイティブ・アメリカン: 1.03% - アジア人: 3.83% - 太平洋諸島系: 0.19% - その他の人種: 20.45% - 混血: 5.23% - ヒスパニック・ラテン系: 37.71% 年齢別人口構成 - 18歳未満: 38.0% - 18-24歳: 8.5% - 25-44歳: 31.4% - 45-64歳: 16.8% - 65歳以上: 5.6% - 年齢の中央値: 28歳 - 性比（女性100人あたり男性の人口） - 総人口: 96.6 - 18歳以上: 92.4 | 世帯と家族（対世帯数） - 18歳未満の子供がいる: 54.6% - 結婚・同居している夫婦: 59.8% - 未婚・離婚・死別女性が世帯主: 16.2% - 非家族世帯: 18.0% - 単身世帯: 13.9% - 65歳以上の老人1人暮らし: 3.8% - 平均構成人数 - 世帯: 3.40人 - 家族: 3.72人 収入と家計（2007年推計） - 収入の中央値 - 世帯: 46,941米ドル - 家族: 49,293米ドル - 性別 - 男性: 42,190米ドル - 女性: 29,401米ドル - 人口1人あたり収入: 16,384米ドル - 貧困線以下 - 対人口: 15.8% - 対家族数: 12.9% - 18歳未満: 20.1% - 65歳以上: 8.7% |

## 地理
パームデールは北緯34度34分46秒 西経118度07分00秒 / 北緯34.57944度 西経118.11667度に位置する。標高は809メートルである。アメリカ合衆国国勢調査局に拠れば、市域全面積は105.1平方マイル (272.2 km2)であり、このうち陸地は104.59平方マイル (271.8 km2)、水域は0.15平方マイル (0.4 km2)で水域率は0.13%である。水域はパームデール湖の大きさに相当し、市の水供給システムの中で最も視認でき景観の良い所である。
パームデール市はサンアンドレアス断層に近く、カリフォルニア州のほかの地域と同様に強い地震に見舞われやすい。この断層はアンテロープ・バレー・フリーウェイのSアベニュー・ランプの直ぐ北で横切っている。そこから西に昔のバターフィールド・ステージライン（現在のエリザベス湖道路）に沿ってレオナ・バレーに続いている。

## 経済
パームデールの最も重要な産業は航空宇宙産業であるが、近年その他の製造会社がパームデール空港に近いより入手しやすい土地と特別優遇税制を求めてパームデールに移ってきた。
特別優遇税制は、パームデールに「アンテロープ・バレー事業ゾーン」と「パームデール連邦自由貿易ゾーン」があることで、パームデールに移ってくる会社に認められるものである。市内には移転してくる事業を優遇するための州と連邦政府の優遇税制や市の認可など様々な制度がある特別地域がある。これらの地域があることでパームデールや隣接するランカスターは地域内で多くの職を増やすことができ、雇用についてロサンゼルス盆地に頼る必要性が少なくなり、環境汚染や交通渋滞を減らし、幾つかの産業に乗る地元経済を安定させている。航空宇宙産業は「浮き沈み」の激しい季節があることでも知られている。
パームデールは「アメリカ合衆国の航空宇宙産業首都」を自称しており、スペースシャトル、X-15、B-2 スピリット、F-117 ナイトホーク、F-35 ライトニング II、SR-71 ブラックバード、ロッキード L-1011 トライスターなど、アメリカ空軍、NASAおよび世界中の空軍や航空会社で使用された航空機の研究、開発、最終組立て、飛行試験および整備修理の場所となってきた。これや航空宇宙産業のプロジェクトを遂行してきたアメリカ空軍プラント42は、ボーイング、ロッキード・マーティンとその有名なスカンクワークス、およびノースロップ・グラマンなどの会社が主要拠点にしている。ロサンゼルス・ワールド空港社がパームデール地域空港に近いプラント42の元ボーイング格納庫（元ノースアメリカン・ロックウェル）を所有しており、これは世界でも最大級の建物である。この格納庫は2004年の映画『ターミナル』の撮影に使われ、ジョン・F・ケネディ国際空港ターミナルの巨大な複製を登場させた。NASAの成層圏赤外線天文台計画では、エドワーズ空軍基地からここのサイト9にある格納庫に拠点を移した。
数多い世界規模の会社や製造業がパームデールを本拠にしており、地域経済を多様化させている。高強度車両障害物装置では世界をリードするデルタ・サイエンティフィック社は多くの連邦、州および地域の建物に保護装置を供給し、軍隊やアメリカ合衆国国務省に納入する世界中の大使館などの施設への装置の主供給者となっている。USポール社は街頭用柱の主要製造者であり、デルタ・サイエンティフィック社と共にフェアウェイ・ビジネスパークの核テナントとなっている。パームデール貿易商業センターにはその他多くの主要製造業、事業会社などの雇用主とともにパームデール・オートモールも入っている。新設のパームデール地域医療センターの需要に対応するために多くの医療関連会社の事務所も構えられることになっている。2009年7月8日、リチウム・イオン電池とバッテリー・パックの製造者であるカリオンLLC社が、アメリカ合衆国エネルギー省から提案されている政府の認可を得られれば、パームデールにバッテリー製造工場を建設すると発表した。
アンテロープ・バレー・モールは地域の傑出した小売業の集積地になっており、そのレストラン街では様々な料理を選択できる。
1960年代からドン・バブのザ・モデル・ア・フォード・カンパニーが拠点を持っている。この会社はクラシックカーの製造と供給を行い、ホットロッドや改造車の鋼製車体や部品を正確に再生産し注文生産を行っている。

### 雇用主
パームデールの主要雇用主と従業員数は以下の通りである。
- ロッキード・マーティン 3,700人
- ノースロップ・グラマン 2,100人
- アンテロープ・バレー・モール 1,800人
- パームデール教育学区 1,792人
- ウォルマート 1,242人
- アンテロープ・バレー統合高校学区 1,116人
- ボーイング 850人
- ウェストサイド統合教育学区 587人
- ロサンゼルス郡 500人
- ケッペル統合教育学区 364人
- パームデール市 256人
- USポール 267人
- ロウズ 252人
- アンダーソン・バローズ 221人
- アンテロープ・バレー・プレス 220人
- カイザー・パーマネンテ 200人
- サムズ・クラブ 194人
- デルタ・サイエンティフィック 175人+
- シムバイオニックス 160人
- ザ・ホーム・デポ 129人
- ベスト・バイ 150人
- ウェルズ・ファーゴ 75人

## メディア

### 新聞
- アンテロープ・バレー・プレス
- エアロテック・ニューズ・アンド・レビュー
- AVポリティカル・オブザーバー[29]

### オンライン・ニュース
- アンテロープ・バレー・ニュープレス[30]

### ラジオ
パームデールで聴取できるAMラジオ局は4局、FMラジオ局は17局あり、その他にインターネット・ラジオ局が1局ある。

### テレビ
テレビ局は2局、ケーブルテレビ局も2局ある。

## 大衆文化の中で

### 文学
- オルダス・ハクスリーの著作「ペアブロッサムのカラス」（The Crows of Pearblossom） – カラスを使ってパームデールで働き住んだ薬剤師とその妻を称賛する話を語らせる子供向け物語

### 映画
- マック (1988年) – エイリアンのマックの宇宙船が着陸した場所の近くにある都市としてパームデールが言及された。この開放的な砂漠でエイリアンの家族を探す。
- スタートレック ジェネレーションズ (1994年) – ジャン＝リュック・ピカード船長とジェームズ・T・カーク船長がヴェリディアンIIIの表面でトリアン・ソラン博士と戦ったシーンがパームデールで撮影された。
- ボルケーノ (1997年) – この映画は「パームデールまで15マイル」という何処とも分からない場所の標識で幕を開け、そこが地震で震え始める。次のシーンは地震学者達がこの標識で示された地震の震源を突き止めようとしている。彼らはパームデールが震源だと判断する。
- バブル・ボーイ (2001年) – パームデールはジェイク・ジレンホールが演じる主人公ジミー・リビングストンの故郷である。ジミーは免疫系の障害を抱え、無菌環境の中でしか生きることができず、両親は家の中に大きな無菌室（バブル・ルーム）を作り、外界の何ものからも感染しないようにしていた。
- ネメシス/S.T.X (2002年) – 宇宙艦U.S.S.エンタープライズEの「アウェイチーム」が指揮官データに類似するアンドロイドの一部を突き止める架空の惑星コラルスIIIのシーンは全てパームデールで撮影された。
- デイ・アフター・トゥモロー (2004年) - 竜巻がロサンゼルスを通過するときに、テレビにニュースが流れる。そのアナウンサーは「パームデールとランカスターで風速が...を超えている」と言っている。
- ターミナル (2004年) – この映画はほとんど全てがパームデールで撮影された。ニューヨーク市のジョン・F・ケネディ国際空港に似せたターミナルのセットは、使われていないパームデール地域空港の格納庫の中に造られた。
- パイレーツ・オブ・カリビアン/ワールド・エンド (2007年) – クライマックスの戦闘シーンはパームデールのサイト9にある格納庫で撮影された。
- トランスフォーマー/リベンジ (2009年) – 2007年の映画トランスフォーマーの続編、石切り場のシーンがパームデールで撮影された。

### 音楽
- パームデール (2000年) – ラッパーのアフロマンがそのアルバム「Sell Your Dope」に入れた歌。パームデールで育った生活を歌っている。

### テレビ
- ヒルズ・ハブ・アイズ（2006年リメイク） – ロサンゼルス湖とリトルロックに住む現在の住人に基づいている。
- Scrubs〜恋のお騒がせ病棟 (2003年) – コックス博士はタークがマスターベーションに関わるストレスを解放するために「パームデールまで全ての行程を」行くことを勧める。
- ターミネーター サラ・コナー・クロニクルズ （第2シーズン第4回、2008年） – ロボットであるキャメロンのモデルの少女アリソンが、パームデールで生まれる。キャメロンは記憶喪失時にアリソンであった時の記憶が黄泉がえり、パームデールに住んでいる母親に電話して会話をする。

## 著名な出身者と住人
- アフロマン、ラッパー
- クレイグ・ブラッキンス、NCAAのバスケットボール選手
- タイロン・カルバー、NFLアメリカンフットボール選手
- ダニエル・コベル、プロレスラー
- マーカス・デンプス、NFLアメリカンフットボール選手
- ウィル・デンプス、NFLアメリカンフットボール選手
- ラシンダ・デマス、陸上競技のプロ選手
- デビッド・ドレマス、元子役
- ダナ・イブランド、MLB選手
- R・リー・アーメイ、俳優、退役軍人
- ショーン・フランクリン、MLS選手、2008年新人王
- ポール・ジョージ、NBA選手
- デレク・ハーガン、NFLアメリカンフットボール選手
- バッバ・ハリス、自転車モトクロスのプロ選手
- ランス・フーパー、NASCARのドライバー
- ロン・ホーナデイ、NASCARのドライバー
- ジェイミー・ジョーンズ、ミュージシャン、"All-4-One"所属
- マリオン・ジョーンズ、オリンピック陸上選手
- ウィリアム・J・ナイト、元パイロット、宇宙飛行士、政治家、パームデール市の選挙で選ばれた市長としては初代
- ジェイソン・クベル、MLB選手
- ランディ・カッチャー、MLB選手
- ロロー・マーカス、元ロサンゼルス・エンゼルスのスポーツキャスター、アナウンサー
- キール・マクラング、USLファーストディビジョンのサッカー選手
- バディ・モンゴメリー、ミュージシャン、ピアニストとジャズ、モンゴメリー・ブラザーズの一人
- エリン・モラン、女優
- ニーシー・ナッシュ、コメディアン、テレビの司会と女優
- ミシェル・ペリー、オリンピックの陸上選手
- デビー・ロウ、マイケル・ジャクソンの元妻で2人の子の母
- ユージナ・ワシントン、America's Next Top Modelに出場
- ジョン・ウェイン - 俳優
- チャーリー・ウィルソン、"Gap Band"のリードボーカル
- ロバート・ウィルソン、"Gap Band"の歌手

## 姉妹都市
全米国際姉妹都市協会（Sister Cities International）加盟都市。
- メキシコ、ハリスコ州、ポンシトラン（1998年締結）